# HMS Lance (G87)
Lo HMS Lance (pennant number G87) fu un cacciatorpediniere della Royal Navy, parte della classe L ed entrato in servizio nel maggio 1941.
Dopo un primo periodo di operazioni nelle acque delle isole britanniche, il cacciatorpediniere fu di base a Malta in forza alla Force K, operando nel teatro del Mediterraneo della seconda guerra mondiale e partecipando a diverse azioni tra cui la battaglia del convoglio Duisburg e la prima battaglia della Sirte. Messa in cantiere a La Valletta per un ciclo di lavori di manutenzione, la nave subì gravi danni nel corso di due attacchi aerei il 5 e 9 aprile 1942; la sua riparazione venne giudicata come antieconomica, e lo scafo fu poi venduto per la demolizione nel 1944.

## Storia

### Entrata in servizio e prime operazioni
Impostata nei cantieri navali della Yarrow Shipbuilders di Glasgow il 1º marzo 1939 (contemporaneamente all'unità capostipite della sua classe, lo HMS Laforey), l'unità fu varata il 28 novembre 1940 con il nome di Lance ("lancia" in lingua inglese), seconda unità della Royal Navy a portare questo nome; la nave entrò poi in servizio il 13 maggio 1941 in forza alla 4th Destroyer Flotilla della Home Fleet.
Giusto pochi giorni dopo l'entrata in servizio, il 22 maggio il Lance partecipò alla sua prima missione operativa salpando da Scapa Flow di scorta alla nave da battaglia HMS King George V durante gli eventi della caccia alla Bismarck, ma dovette rientrare dopo poco alla base per problemi ai motori; il cacciatorpediniere si riaggregò alla scorta della King George V il 28 maggio, dopo l'affondamento della nave da battaglia tedesca. All'inizio di giugno il Lance fu dislocato a Greenock per operare come unità di scorta ai convogli navali nella zona degli approcci occidentali alle isole britanniche, ma il 22 giugno accompagnò la portaerei HMS Furious attraverso l'oceano Atlantico fino a Gibilterra; una volta qui, tra il 26 e il 30 giugno il cacciatorpediniere scortò le portaerei Furious e HMS Ark Royal nel mar Mediterraneo occidentale nel corso dell'operazione Railway, un lancio di aerei destinati alla guarnigione di Malta, per poi fare ritorno a Greenock e riprendere le missioni di protezione del traffico mercantile nelle acque britanniche.

### Il servizio nel Mediterraneo
Il 19 agosto il Lance fece ritorno a Gibilterra, venendo destinato stabilmente alle operazioni nel bacino del Mediterraneo. Tra l'8 e il 10 settembre scortò la portaerei Ark Royal in due sortite per lanciare aerei a Malta (operazioni Status I e Status II), mentre tra il 24 e il 30 settembre scortò le unità maggiori della Force H di Gibilterra nel corso di una grande operazione di rifornimento di Malta (Operazione Halberd): durante questa azione il Lance fu più volte oggetto di attacchi aerei e di un tentativo di siluramento ad opera del sommergibile Adua, ma non riportò alcun danno.
Dopo lavori di manutenzione condotti a Gibilterra, il 21 ottobre il Lance raggiunse Malta per operare in forza alla Force K di base nell'isola. Il 9 novembre il Lance, in coppia con gli incrociatori HMS Aurora e HMS Penelope e il cacciatorpediniere HMS Lively, partecipò alla battaglia del convoglio Duisburg: un convoglio dell'Asse in navigazione dall'Italia alla Libia fu spazzato via dalle forze britanniche perdendo sette mercantili e il cacciatorpediniere italiano Fulmine. Pochi giorni dopo, il 24 novembre, la stessa formazione navale britannica ripeté il successo attaccando un piccolo convoglio in navigazione da Taranto a Bengasi, colando a picco i mercantili tedeschi Maritza e Procidas senza riportare perdite.
Dopo un nuovo ciclo di lavori di manutenzione condotto nei cantieri di La Valletta, il Lance tornò in azione il 16 dicembre venendo coinvolto negli eventi della prima battaglia della Sirte: salpato per scortare a Malta con il resto della Force K la petroliera Breconshire in arrivo da Alessandria d'Egitto, il cacciatorpediniere si scontrò strada facendo con una formazione navale italiana impegnata nella protezione di un convoglio diretto a Tripoli; subito dopo l'arrivo della petroliera a Malta, la Force K salpò nella notte del 17 dicembre per dare la caccia al convoglio dell'Asse appena segnalato nel golfo della Sirte, ma incappò in un campo minato perdendo un incrociatore e un cacciatorpediniere.
A partire da gennaio 1942 il Lance fu intensamente impegnato in una serie di missioni di scorta a convogli di rifornimento diretti a Malta e a navi scariche che rientravano ad Alessandria, azioni protrattesi fino alla metà del febbraio seguente; il 16 febbraio il cacciatorpediniere fu ritirato dal servizio attivo e messo in cantiere a Malta per un ciclo di importanti lavori di manutenzione. Immobilizzata nel bacino di carenaggio di La Valletta, la nave cadde ben presto vittima dei pesanti bombardamenti dell'Asse che avevano preso a flagellare l'isola: il 5 aprile il Lance venne centrato da una bomba mentre si trovava ancora nel bacino di carenaggio, subendo gravi danni strutturali e una parziale sommersione; la nave fu riportata a galla e ritirata dal bacino, ma il 9 aprile venne centrata nel corso di un nuovo raid aereo e ogni lavoro di riparazione venne definitivamente sospeso. Lo scafo immobile fu rimorchiato fino al Chatham Dockyard in patria per avviarne la ricostruzione, ma i lavori furono valutati come antieconomici e il relitto fu infine venduto per la demolizione nel giugno 1944.